# ジョン・フィリップス (企業家)
ジョン・フィリップス（John Aristotle Phillips）は、アメリカの企業家である。大学生時代のレポートにおいて原子爆弾の設計を行ったことで知られる。

## "A-Bomb Kid"
フィリップスは1954年か1955年にギリシャ移民の子として生まれた。プリンストン大学の学部3年生として在学中の1977年に、公的に利用可能な本 (ジョン・マックフィーの『原爆は誰でも作れる』など) と書類（ロスアラモス研究所で行われたマンハッタン計画に関する機密解除された公的書類など）を使用することで核兵器を設計したことからA-Bomb Kidとして名を知られるようになった。
フィリップスは、成績の冴えないプリンストン大学の学生であった。学校に残るために彼は、第二次世界大戦でアメリカが長崎市に投下したのと同タイプの原子爆弾（爆縮方式のプルトニウム原爆、詳しくはファットマンを参照のこと）の設計図の概説を、核兵器の拡散に関するセミナーの期末レポートとして提出した。高名な物理学者であり彼の指導教官であったフリーマン・ダイソンおよびセミナーの主催者であったハロルド・ファイブソン (Harold Feiveson) 教授によると、フィリップスの設計は実用に耐えるものではなかったが、フリーマン・ダイソンはこのレポートにＡ判定を与えた後で、フィリップスにレポートを燃やすように言ったという。
しかしながら、この話が誇張された形で広く流布された結果として、フィリップスはパキスタンの大使館補佐を名乗る人物の接近を受け、追い回される羽目になった。最終的にはアメリカ連邦捜査局により寮で作成した実物模型と期末レポートを押収されたため、設計図は渡らなかった。翌1978年、フィリップスは共著者デヴィッド・マイケリス (David Michaelis) と共にこの事件の顛末をMushroom: The True Story of the A-Bomb Kid (ISBN 0-671-82731-6 / ISBN 0-688-03351-2)として出版した。
なお、同書の日本語翻訳版がアンヴィエル社より『ホームメイド原爆──原爆を設計した学生の手記』として、1980年に出版されている。

## 政治的活動
フィリップスは反核主義活動家として名声を稼いだ後、1980年と1982年に民主党の下院議員候補としてコネチカット州の第四地区で立候補したが、二回とも共和党のスチュワート・マッキニー (Stewart McKinney) に敗北した。

## Aristotle, Inc.
フィリップスは選挙に出馬したことでアメリカから有権者リストを得たことと、有権者リストを選挙に使うのを体験したことから着想を得て、彼と彼の兄であるディーン（Apple II上でリストを扱うためにプログラムを書いた）の二人でAristotle, Inc.を1983年に設立した。同社はフィリップスを最高経営責任者とする、選挙のための党派に属さない技術コンサルティング会社であり、特定の有権者グループに対するマイクロターゲッティングの補助として、収入、銃の所有権または教会出席などの個人的なデータを含む有権者リストとしての充実と、データマイニングに特化した業務を行っている。2007年の時点で、データベースはおよそ1億7500万人の米国有権者の詳細な情報を持っており、これを100人の従業員（技術者、コンサルタント、セールスマン）で扱っている。同社はロナルド・レーガン以降の全てのホワイトハウスの主に仕えており、いくつかの最高政治活動委員会のコンサルトを行っている。
2007年現在、フィリップスは妻と娘と共にサンフランシスコに在住している。